# Arie van Houwelingen
Arie van Houwelingen (ur. 28 listopada 1931 w Boskoop) – holenderski kolarz torowy i szosowy, dwukrotny medalista torowych mistrzostw świata.

## Kariera
Pierwszy sukces w karierze Arie van Houwelingen osiągnął w 1958 roku, kiedy zdobył brązowy medal w wyścigu ze startu zatrzymanego amatorów podczas torowych mistrzostw świata w Paryżu. W zawodach tych wyprzedzili go jedynie dwaj reprezentanci NRD: Lothar Meister i Heinz Wahl. Na rozgrywanych rok później mistrzostwach świata w Amsterdamie van Houwelingen był już najlepszy, bezpośrednio wyprzedzając Francuza Bernarda Deconincka i Lothara Meistera. Trzykrotnie zdobywał medale torowych mistrzostw kraju, ale nigdy nie zwyciężył. Nigdy też nie wystąpił na igrzyskach olimpijskich. Startował również w wyścigach szosowych, ale bez większych sukcesów.